# Giacomo Antonio Corbellini
Giacomo Antonio Corbellini (* 1674 in Lugano oder Laino bei Como; † 1742 in Laffio) war ein italienischer Stuckateur und Marmorierer.

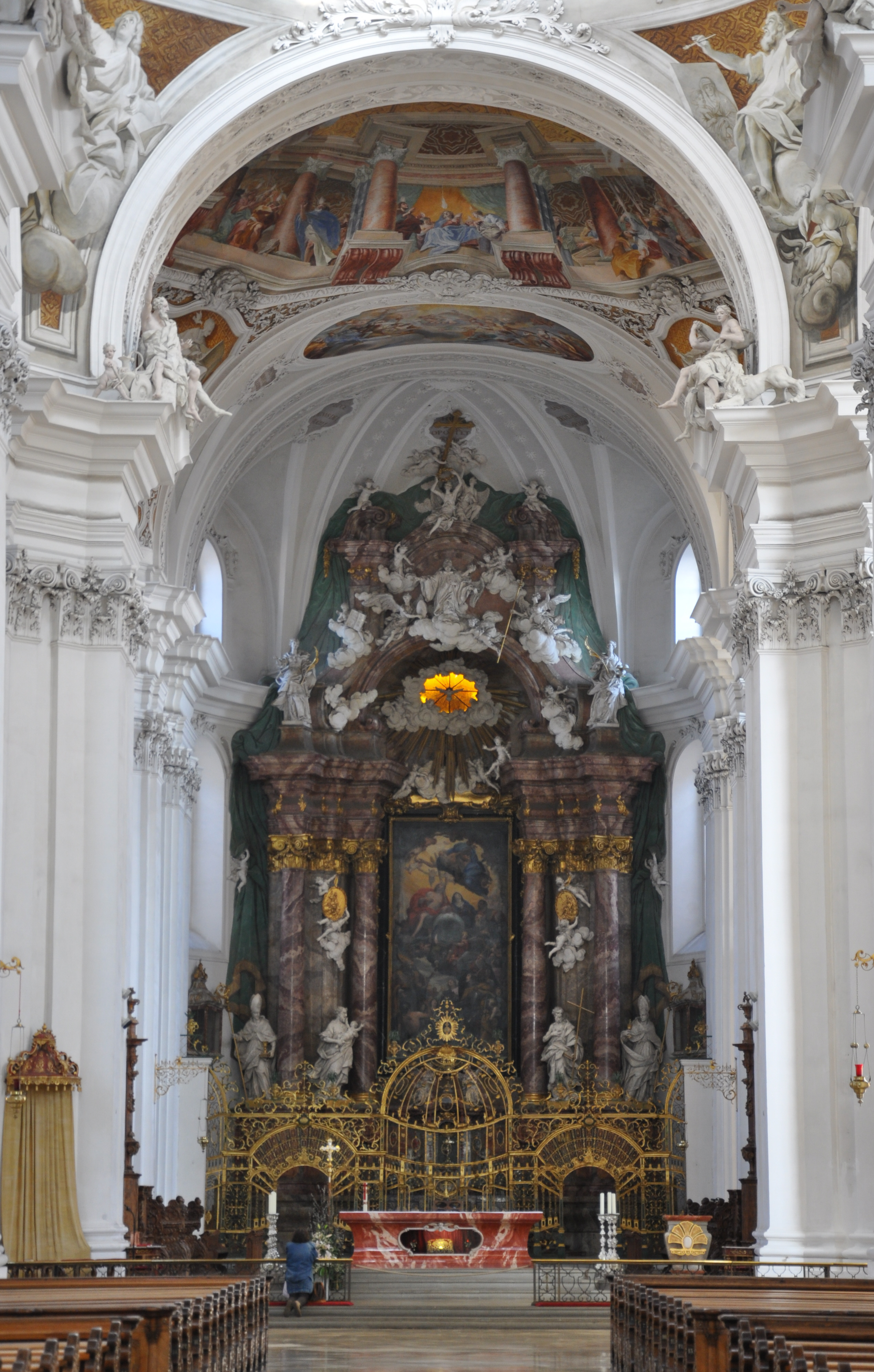
Hochaltar der Basilika St. Martin und Oswald, Weingarten (Württemberg). Altarbau und Scagliola-Arbeiten von Giacomo Antonio Corbellini, 1718.

## Leben und Werke
1698–1708 arbeitete er in Böhmen für das Adelshaus Dietrichstein. Er war an Bauten in Mikulov, Libochovice und der Kirche in Polná beteiligt. Nach einigen Jahren in Prag, in denen keine Arbeiten belegt sind, wohnte er von 1713 bis 1718 in Osek. Im dortigen Kloster stammen die Stuckausstattung der Kirche nebst Altarfiguren und zwei Monumentalgräber sowie im Kloster die Ausstattung des Refektoriums und der Katharinenkapelle von ihm.
Im Mai 1718 zog er nach Ludwigsburg, wo bereits sein Schwager Donato Giuseppe Frisoni als Architekt tätig war. Hier war er vor allem mit Stuckmarmor (Scagliola) beschäftigt, so in der Marmorsaletta und dem Marmorkabinett des Residenzschlosses Ludwigsburg. Unter der Leitung Frisonis war er auch an der Ausstattung der Basilika St. Martin und Oswald in Weingarten beteiligt.
1733–42 wohnte er in Laffio in Italien, wo er auch starb.